# Barrocalvo
Barrocalvo é a aldeia da freguesia de Carvalhal, situada no nordeste do município de Bombarral. É uma localidade tipicamente rural e a maior povoação da freguesia.
Está localizada na área mais elevada da freguesia, na qual também se situam outras povoações como o Salgueiro.
A toponímia "Barrocalvo" deve-se à coloração clara ("alvo") do "barro" local.
Podemos encontrar na aldeia uma pequena capela, dedicada à Nossa Senhora dos Prazeres, uma escola do 1.º ciclo com jardim de infância e uma colectividade, localmente apelidada de "Centro". Outrora existiu na povoação uma destilaria de aguardentes, de bagaço de uva, maçã e pêra. Apesar do estado de degradação ainda é possível observar as suas infraestruturas.
Um outro ponto a destacar é a relação do Barrocalvo com a olaria. Houve em tempos uma casa de olaria pertencente ao conhecido "Zé da Olaria". O edifício estava ligado à produção de vários objectos de barro e gesso. Ainda ligado à cultura há a destacar o grupo musical "Os Canários".
Existe uma lenda que diz que a imagem da padroeira, veio para o Barrocalvo por ocasião de um ano de seca, em que as aldeias se juntaram e fizeram as preces para que chovesse, e ao chegar a procissão à Capela do Barrocalvo, começou a chover, a nuvem de gafanhotos que tinha coberto a aldeia e ameaçava as vinhas e os campos de cultivo, levantou. As pessoas interpretaram este acontecimento como um sinal da misericórdia de Deus pelo seu povo.

## Imagens

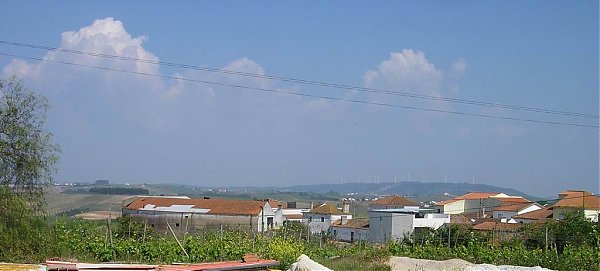
Foto
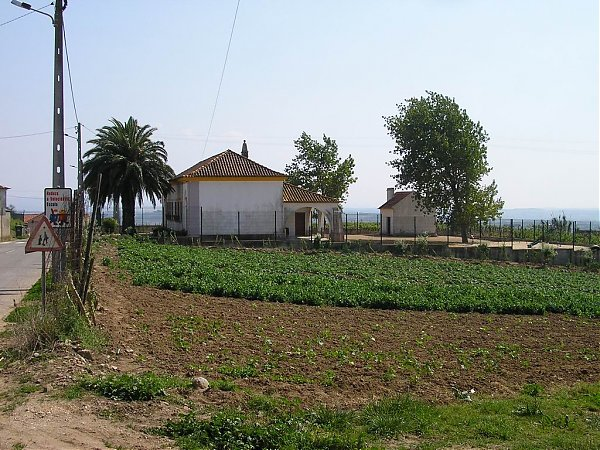
Escola
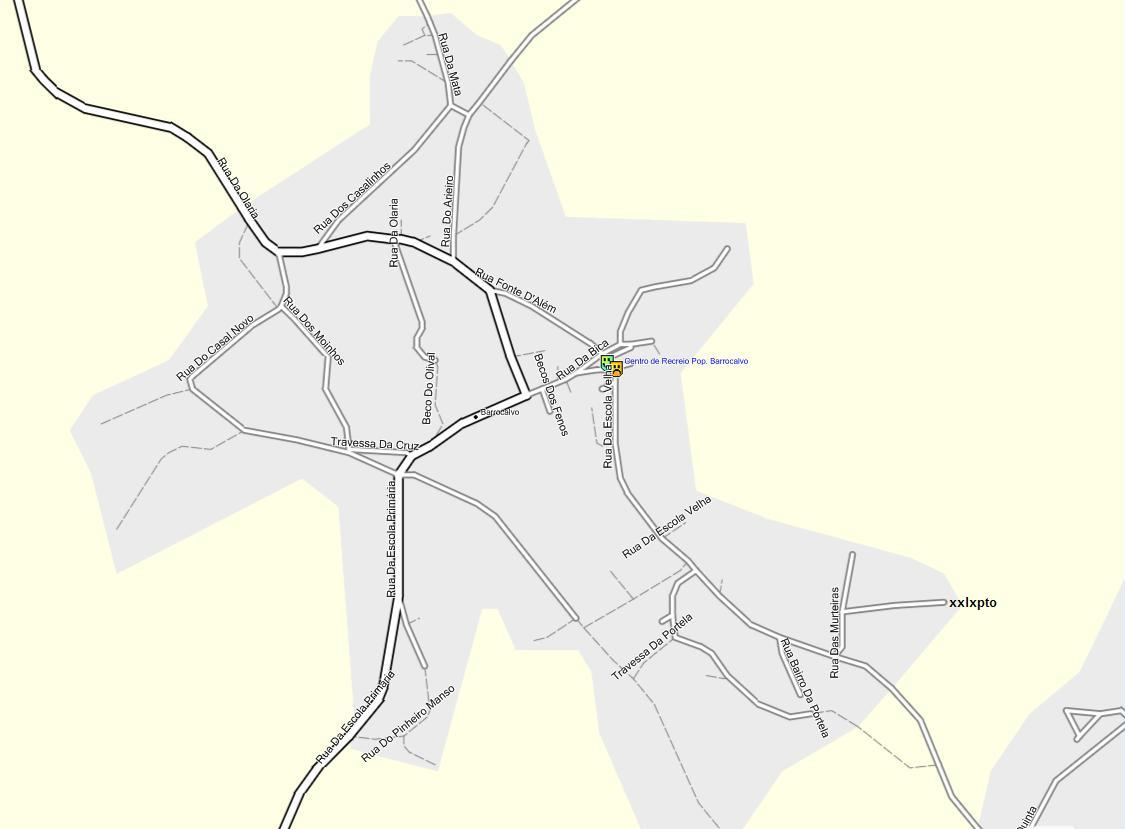
Mapa